# Expresso Paris-Granville

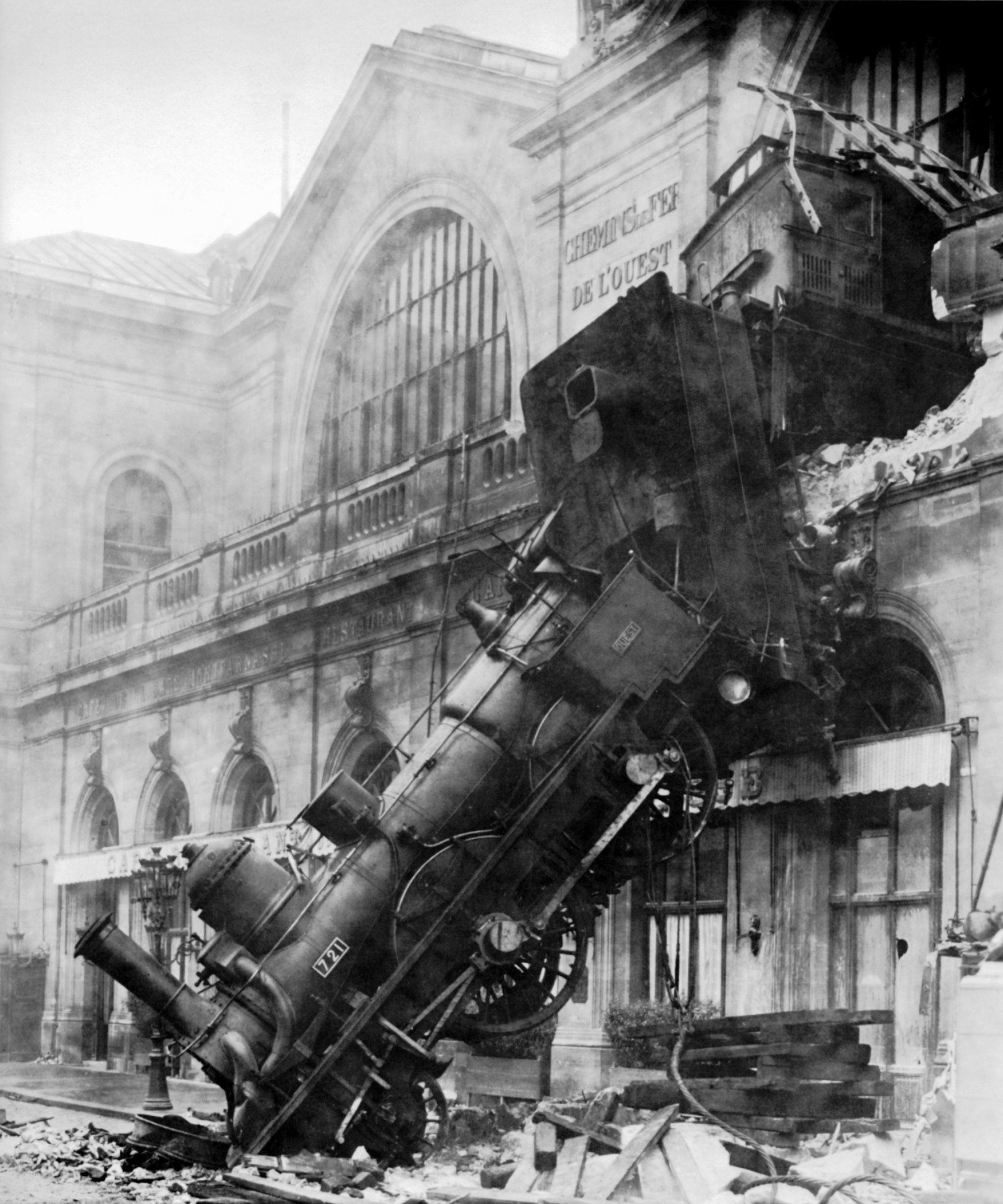
Imagem do acidente logo após a colisão com a janela.

O Expresso Paris-Granville foi um comboio (português europeu) ou trem (português brasileiro) que descarrilou na "Gare Montparnasse" em 22 de outubro de 1895.
O trem saiu de Granville com destino a Paris, ocorreu às 16h, quando o Granville-Paris Express invadiu a parada de segurança em seu terminal. Com o trem vários minutos atrasado e o maquinista tentando recuperar o tempo perdido, ele entrou na estação muito rápido e o freio a ar do trem não conseguiu pará-lo. Depois de passar pela parada intermediária, o trem cruzou o saguão da estação e bateu na parede; a locomotiva caiu, onde ficou pendurado. Uma mulher na rua abaixo foi morta pela queda de alvenaria.

## Descarrilamento
Em 22 de outubro de 1895, o expresso de Granville para Paris e Montparnasse, operado pela Chemins de fer de l'Ouest, era composto pela locomotiva a vapor nº 721 transportando três vagões de bagagem, um vagão do correio e seis vagões de passageiros. O trem deixou Granville no horário às 08h45, mas estava vários minutos atrasado quando se aproximou de seu terminal em Paris Montparnasse com 131 passageiros a bordo. Em um esforço para recuperar o tempo perdido,  o trem entrou na estação muito rápido, a uma velocidade de 40-60 km/h, e o freio a ar Westinghouse falhou em pará-lo, além do mais que esse tipo de freio era proibido nessa estação e somente quando o trem estava muito próximo da estação que o segundo condutor percebeu o que estava acontecendo e não teve tempo de acionar os freios do trem, mas a chegou a abaixar a manete de forma parcial, sua distração aconteceu porque ele estava focado em seu trabalho burocrático. Sem frenagem suficiente, o impulso do trem carregou-o lentamente para os amortecedores, e a locomotiva cruzou o saguão da estação de quase 30 metros de largura, colidindo com uma parede de 60 centímetros de espessura, antes de cair no Place de Rennes 10 metros abaixo, onde estava de ponta-cabeça. Uma mulher na rua abaixo foi morta ao cair de alvenaria, e dois passageiros, o bombeiro, dois guardas e um transeunte na rua sofreram ferimentos.
A mulher, Marie-Augustine Aguilard, estava no lugar do marido, um vendedor de jornais, enquanto ele ia recolher os jornais vespertinos.

## Consequências
O maquinista foi condenado a dois meses de prisão e multado em 50 francos por se aproximar da estação muito rápido. O segundo condutor foi multado em 25 francos por se preocupar com o trabalho burocrático e não puxar o freio de mão.
As carruagens de passageiros não estavam danificadas e foram facilmente removidas. Demorou 48 horas para que o processo legal e a investigação permitissem que a ferrovia começasse a retirar a locomotiva. Foi feita uma tentativa de mover a locomotiva com 14 cavalos, mas falhou. Um guincho de 250 toneladas, com 10 homens, primeiro baixou a locomotiva até o solo e, em seguida, ergueu o tender de volta à estação. Quando a locomotiva chegou às oficinas da ferrovia, verificou-se que sofreu poucos danos.

## Nos filmes
- A Invenção de Hugo Cabret - foi o único filme que recriou o descarrilamento. A única diferença é que o filme se passa em 1931, mas o descarrilamento aconteceu em 1895.

## No Brasil
- O parque temático Mundo a Vapor, localizado em Canela - RS, tem em sua fachada uma réplica em tamanho real do trem, simulando o acidente. O parque além de contar a história do acidente, conta com outras máquinas a vapor em miniatura que funcionam e outros artigos da época.